# Großer Teich (Selmsdorf)
Der Große Teich, auch bezeichnet als Torfmoor(see) oder Tannenmoor, ist ein stehendes Gewässer in der Gemeinde Selmsdorf im Landkreis Nordwestmecklenburg in Mecklenburg-Vorpommern.
Der im Dorf Selmsdorf liegende Große Teich dehnt sich von Südwesten nach Nordosten auf einer Länge von 600 Metern aus. An seiner breitesten Stelle misst das stehende Gewässer etwa 120 Meter, an der schmalsten nur etwa zehn Meter. Die Größe beträgt 4,4 Hektar, der Wasserspiegel liegt 17,9 m ü. NHN. Am Westufer schließen sich Wiesen an, das mit Bruchwald bewachsene Ostufer ist moorig. Direkt daran folgen beidseitig Eigenheimgebiete. Von Südwesten nach Nordosten wird der Teich von einem Graben durchflossen, der nur etwa 700 Meter südwestlich seinen Ursprung in einer feuchten Senke hat, nach Durchfluss des Teiches die Bundesstraße 104 unterquert und westlich von Zarnewenz in den Dassower See mündet. Karten aus dem 18. Jahrhundert zeigen, dass der Mühlenbach nördlich der Chaussee nochmals aufgestaut wurde. Der Flurname „Mühlenbruch“ nordöstlich von Selmsdorf deutet auf das frühere Vorhandensein einer Wassermühle in diesem Bereich hin.
Das polytrophe Gewässer wird fischereilich genutzt und ist an den örtlichen Anglerverein verpachtet. An Fischarten kommen Aal, Barsch, Hecht, Schlei, Plötz, Rotfeder, Moderlieschen und Karausche vor.

## Siehe auch

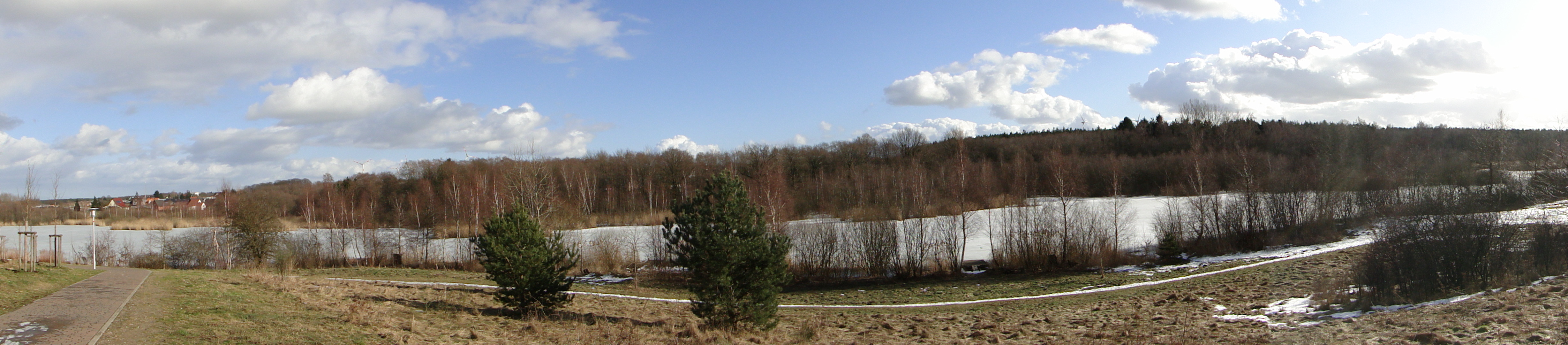
Panoramablick vom Westufer